# Liina Brunelle
Pour les articles homonymes, voir Brunelle (homonymie).
Liina Brunelle est une actrice franco-estonienne, née le 12 octobre 1978 à Kohtla-Järve (Estonie).

## Biographie
Elle parle couramment russe, français, anglais et suédois.

### Formation
- 2004 - 2007 : formation théâtrale au Cours Simon

## Filmographie

### Cinéma
- 2005 : Paris, je t'aime, de Olivier Assayas, Frédéric Auburtin et Sylvain Chomet
- 2006 : Madame Irma, de Didier Bourdon
- 2007 : Eden Log, de Franck Vestiel
- 2007 : Modern Love, de Stéphane Kazandjian
- 2008 : Le Missionnaire, de Roger Delattre
- 2008 : Celle que j'aime, d'Élie Chouraqui

### Télévision
- 2005 : La Légende vraie de la tour Eiffel, de Simon Brook
- 2006 : Le Soiring, émission comique pour TPS Star
- 2008 : Drôle de Noël !, de Nicolas Picard
- 2008 : RIS police scientifique, de Klaus Biedermann
- 2012 : Le jour où tout a basculé (épisode B166 "Jaloux de tout" - J'ai peur de mon mari !) : Candice

### Publicités
- 2004 : Publicité pour la Société générale réalisée par Gérard Jugnot
- 2005 : Publicité pour Mediavista réalisée par Pascal Sid et Julien Lacombe

## Théâtre
- 2001 : Une demande en mariage (dans le texte), de Anton Tchekhov
- 2006 : Expériences théâtrales : Crime et Châtiment de Fiodor Dostoïevski, Mademoiselle Julie de August Strindberg, L'Annonce faite à Marie de Paul Claudel
- 2007 : Richard III n'aura pas lieu, de Matei Vișniec, mis en scène par David Sztulman au théâtre du Gymnase : Tania (rôle principal féminin)
- 2008 : Richard III n'aura pas lieu au Ciné 13 Théâtre